# 定遠館

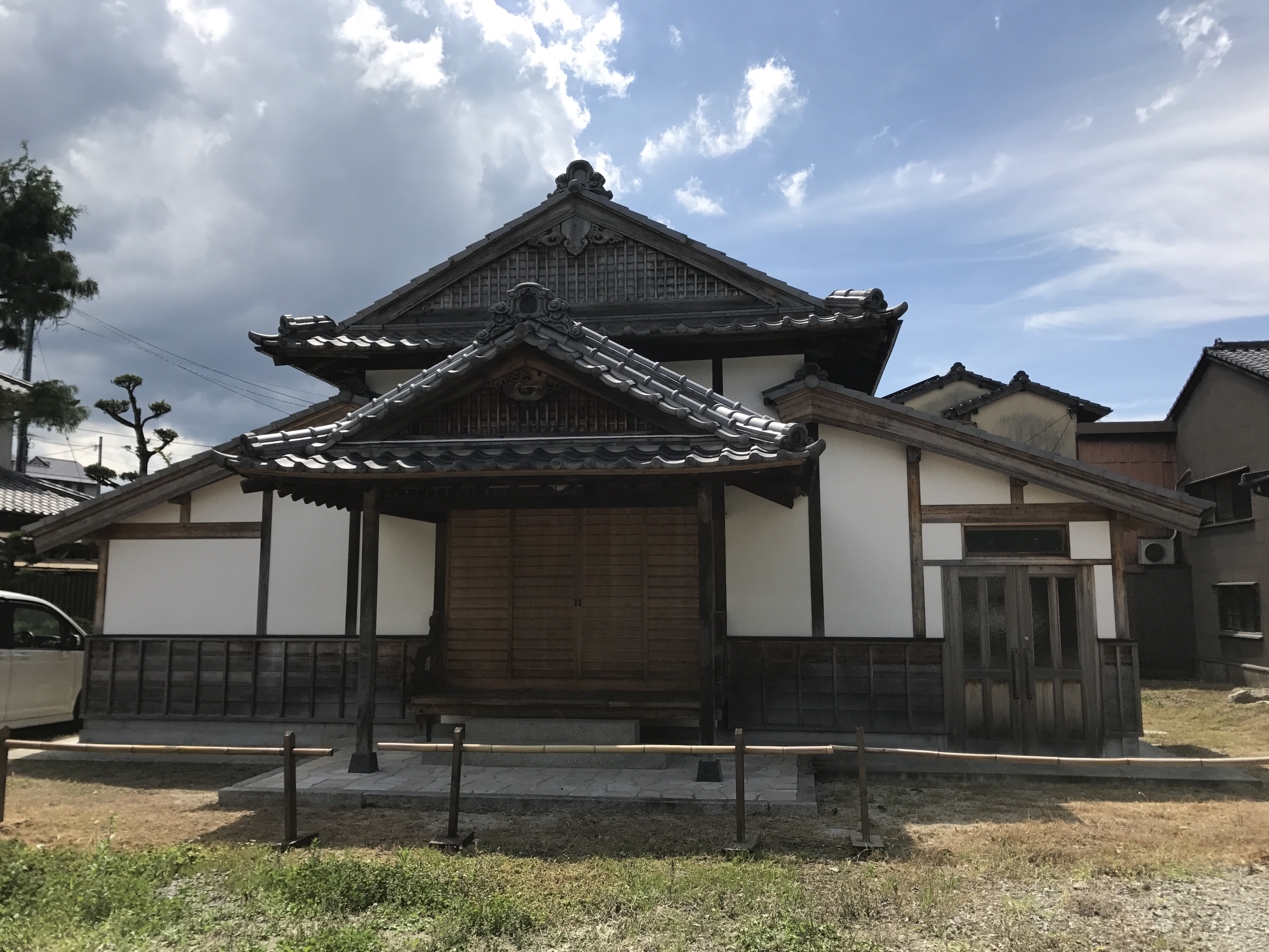
定遠館

定远馆是位于日本福冈县太宰府市的太宰府天满宮境内的建筑物。定远馆是使用中國清朝北洋舰队的旗舰“定远号”的部件所建。

## 歷史

### 北洋海軍時期
明治27年（1894年）7月25日的丰岛海战揭开了甲午战争的序幕,其中大清國北洋海军舰队的旗舰就是定远号。
自黄海海战之后（1894年9月17日后）,在威海卫作为防卫工作的定远号于明治28年（1895年）2月5日受日军攻击受伤,无法行动被搁置.为了防止被日军捕获,于2月10日自沉。2月12日，北洋舰队在证人费利曼图（英国远东舰队司令官）的公证下,将北洋舰队的武装全部解除,并将武器弹药移交给日本。

### 日本時期
甲午战争结束后，小野隆助（太宰府天满宫神职员兼众议院议员）写信给大本营要求将定远号打捞上來，于明治29年（1896年）3月6日得到了许可。小野隆助大概花了一年将其打捞，在自己的宅邸将定远的部件、材料建成了纪念馆。
明治35年（1902年）、定远馆成为了菅公会（菅原道真的显彰会）会长黑田侯爵的宿舍。
明治36年（1903年）、东伏见宫依仁亲王赐予书有“定远馆”的牌匾。相当一段时间，定远馆成为了民营公司的财产，自太宰府天满宮收购之后，就作为职员住宅使用了。